# 708 (szám)
A 708 (római számmal: DCCVIII) egy természetes szám.

## A szám a matematikában
A tízes számrendszerbeli 708-as a kettes számrendszerben 1011000100, a nyolcas számrendszerben 1304, a tizenhatos számrendszerben 2C4 alakban írható fel.
A 708 páros szám, összetett szám. Kanonikus alakban a 22 · 31 · 591 szorzattal, normálalakban a 7,08 · 102 szorzattal írható fel. Tizenkét osztója van a természetes számok halmazán, ezek növekvő sorrendben: 1, 2, 3, 4, 6, 12, 59, 118, 177, 236, 354 és 708.
Érinthetetlen szám: nem áll elő pozitív egész számok valódiosztóösszeg-függvényeként.